# Francisco Limardo
Francisco Alberto Limardo Gascón, né le 27 mars 1987 à Ciudad Bolívar, est un escrimeur vénézuélien. Il est le frère du champion olympique de 2012 Rubén Limardo ainsi que de l'escrimeur Jesús Limardo.

## Carrière
Francisco Limardo brille avant tout en junior, en finissant troisième de la coupe du monde 2006-2007. Il finit soixante-sixième la même année chez les séniors, et intègre l'équipe nationale. Le Venezuela se qualifie pour les Jeux olympiques de Pékin. Limardo n'y tire pas en individuel, mais prend part au par équipes. Les Vénézuéliens s'inclinent contre l'équipe de France dès le premier tour et se classent sixièmes.
C'est au niveau continental que Limardo obtient ses résultats les plus probants. Il remporte en 2014 le championnat panaméricain, puis complète par une médaille de bronze en individuel et d'argent par équipes, en 2015.

## Palmarès
- Championnats panaméricains d'escrime
  -  Médaille d'or aux championnats panaméricains d'escrime 2014 à San José
  -  Médaille d'argent par équipes aux championnats panaméricains d'escrime 2014 à Santiago du Chili
  -  Médaille de bronze aux championnats panaméricains d'escrime 2014 à Santiago du Chili

## Classement en fin de saison
| Année | 2005 | 2006 | 2007 | 2008 | 2009 | 2010 | 2011 | 2012 | 2013 | 2014 | 2015 |
| ----- | ---- | ---- | ---- | ---- | ---- | ---- | ---- | ---- | ---- | ---- | ---- |
| Rang  | 454  | 154  | 66   | 50   | 41   | 82   | 52   | 77   | 66   | 18   | 45   |